# Jung Sung-il (patinage artistique)
Pour les articles homonymes, voir Jung.
Jung Sung-il, né le 21 octobre 1969 à Séoul, est un patineur artistique et entraîneur sud-coréen, qui participe aux Jeux olympiques d'hiver de 1988, 1992 et 1994. 

## Biographie

### Carrière sportive
Jung Sung-il représente son pays à quatre mondiaux juniors (1984 à Sapporo, 1986 à Sarajevo, 1987 à Kitchener et 1988 à Brisbane), sept mondiaux seniors (1988 à Budapest, 1989 à Paris, 1990 à Halifax, 1991 à Munich, 1993 à Prague, 1994 à Chiba et 1995 à Birmingham) et trois Jeux olympiques d'hiver (1988 à Calgary, 1992 à Albertville et 1994 à Lillehammer).
Il arrête les compétitions sportives en 1995.

### Reconversion
Jung Sung-il devient entraîneur en Corée. Ses anciens élèves sont par exemple Choi Young-eun et Lee Dong-whun.
De 2003 à 2010, il patine avec le spectacle 100 Years of Magic de Disney on Ice. En 2010, il retourne en Corée du Sud pour travailler comme entraîneur.

## Palmarès
| Compétitions principales      | 1984    | 1985    | 1986    | 1987    | 1988    | 1989    | 1990    | 1991    | 1992    | 1993    | 1994    | 1995    |  |  |
| Jeux olympiques d'hiver       |         |         |         |         | 22e     |         |         |         | 21e     |         | 17e     |         |  |  |
| Championnats du monde         |         |         |         |         | 27e     | 22e     | 15e     | 14e     |         | 20e     | 20e     | 39e     |  |  |
| Championnats du monde juniors | 15e     |         | 8e      | 18e     | 6e      |         |         |         |         |         |         |         |  |  |
|                               |         |         |         |         |         |         |         |         |         |         |         |         |  |  |
| Autres Compétitions           | 1983/84 | 1984/85 | 1985/86 | 1986/87 | 1987/88 | 1988/89 | 1989/90 | 1990/91 | 1991/92 | 1992/93 | 1993/94 | 1994/95 |  |  |
| Skate America                 |         |         |         |         |         |         |         | 10e     |         |         |         |         |  |  |
| Trophée NHK                   |         |         |         |         | 4e      | 12e     | 5e      | 9e      |         | 4e      | 9e      | 7e      |  |  |
|                               |         |         |         |         |         |         |         |         |         |         |         |         |  |  |